# Каузен
Каузен (нем. Kausen) — община в Германии, в земле Рейнланд-Пфальц. 
Входит в состав района Альтенкирхен-Вестервальд. Подчиняется управлению Гебхардсхайн.  Население составляет 784 человека (на 31 декабря 2010 года). Занимает площадь 3,61 км².